# Francesco Ferrero
Francesco Ferrero (Torino, 1909 – 1997) è stato un cestista e allenatore di pallacanestro italiano.
Ha svolto la sua attività prettamente a Roma: prima come giocatore della Ginnastica, poi come commissario tecnico delle nazionali maschile e femminile e infine come allenatore della Stella Azzurra.

## Carriera
In campo, vinse uno scudetto con la Ginnastica Roma, nel campionato 1931.
Nel 1954 subentrò a Vittorio Tracuzzi e ad Enrico Garbosi come commissario tecnico della nazionale italiana, sia maschile che femminile. Con i ragazzi, vinse appena due partite (contro Spagna e Belgio), di cui una sola nel Terzo Trofeo Mairano; con le ragazze, giunse settimo all'Europeo di Belgrado, vincendo il girone di consolazione.
Sostituito da Jim McGregor e Nello Paratore, passò alla Stella Azzurra Roma, che diresse dal 1954-55 al 1957-58, conquistando il quarto posto nel 1956-57.
Ha allenato anche l'AMG Sebastiani Rieti.

## Palmarès
- Campionato italiano: 1

Ginnastica Roma: 1931